# Holm (gmina Halmstad)
Holm – miejscowość (tätort) w Szwecji, w regionie administracyjnym (län) Halland, w gminie Halmstad.
Według danych Szwedzkiego Urzędu Statystycznego liczba ludności wyniosła: 764 (31 grudnia 2015), 800 (31 grudnia 2018) i 810 (31 grudnia 2019).